# Hiddenhausen
Hiddenhausen és un municipi situat al nord-est de Rin del Nord-Westfàlia a Alemanya, a 20 km de Bielefeld. Hiddenhausen és el municipi menys gran en superfície del districte de Herford. El municipi actual va provenir d'una reforma municipal de l'any de 1969. La colonització d'aquest territori és demostrable fins al segle vii.
Hiddenhausen consisteix en cinc pobles que eren municipis independents abans de la reforma de 1969. El poble més poblat és Schweicheln-Bermbeck. El cap de districte és tanmateix Lippinghausen on es troba l'ajuntament. L'antic municipi d'Hiddenhausen - el quart poble en superfície - donava el nom per al nou municipitícia de 1969. La taula següenda ensenya la divisió del municipi:
| Poble                | Població |
| -------------------- | -------- |
| Eilshausen           | 4.909    |
| Hiddenhausen         | 2.755    |
| Lippinghausen        | 2.892    |
| Oetinghausen         | 4.038    |
| Schweicheln-Bermbeck | 5.329    |
| Sundern              | 1.578    |